# Einsturz der Rana-Plaza-Textilfabrik

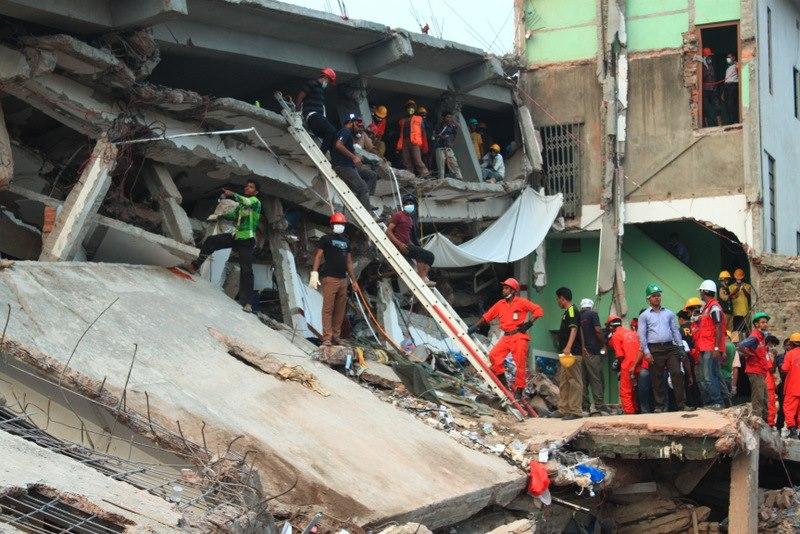
Teile des eingestürzten Gebäudes während der Rettungsarbeiten, 27. April 2013

Beim Gebäudeeinsturz der Rana-Plaza-Textilfabrik in Sabhar (bengalisch: সাভার, Sābhār; englisch: Savar) etwa 25 km nordwestlich der Hauptstadt Dhaka in Bangladesch am 24. April 2013 wurden 1135 Menschen getötet und 2438 verletzt. Der Unfall ist der schwerste Fabrikunfall in der Geschichte des Landes.
Der Unfall führte zu Forderungen nach einer stärkeren Überprüfung der Sicherheit in der Textilindustrie in Bangladesch.

## Ablauf
Das Rana Plaza, ein achtgeschossiges Gebäude in Stahlbetonskelettbauweise, gehörte dem bangladeschischen Politiker Sohel Rana. Im Gebäude waren mehrere Textilfirmen, Geschäfte sowie eine Bank untergebracht. Am Vortag, dem 23. April, waren in dem Gebäude Risse festgestellt worden. Deshalb verbot die Polizei den Zutritt. Dennoch waren mehr als 3.000 Menschen im Gebäude, größtenteils Textilarbeiterinnen, als das Gebäude um 9 Uhr kollabierte. Die Angestellten waren von den Fabrikbetreibern gezwungen worden, ihre Arbeit aufzunehmen.
Sie hatten hauptsächlich Kleidung für den Export produziert, unter anderem für europäische Modefirmen wie Primark, Benetton, Mango, C&A und auch deutsche Unternehmen wie KiK oder Adler beziehungsweise deren Zulieferer.
Freiwillige arbeiteten gemeinsam mit Rettungskräften, um Überlebende zu retten und Tote zu bergen. Einige Opfer konnten gerettet werden. Rund um das Gebäude kam es zu Protesten vieler Angehöriger, bei denen es auch Zusammenstöße mit der Polizei gab.
Die letzte Überlebende konnte leicht verletzt am 10. Mai gut 16 Tage nach dem Einsturz in einer Lücke im Erdgeschoss oder Keller gerettet werden. Sie hatte durch Hilferufe auf sich aufmerksam gemacht, etwas Bewegungsraum gehabt, Wasser trinken und Kekse essen können. Zuvor war am 28. April eine noch lebende Textilarbeiterin entdeckt worden; bei dem Versuch, sie zu befreien, kam es jedoch zu einem Feuer, durch das sie ums Leben kam.
Der Besitzer des Gebäudes und leitende Mitarbeiter der darin produzierenden Textilfirmen wurden festgenommen.

Der 400 Seiten starke Bericht einer Untersuchungskommission kam Ende Mai 2013 zu dem Schluss, dass die Hauptursache für die Katastrophe grobe Fahrlässigkeit war. Unter anderem seien für den Bau des Hauses minderwertige Baumaterialien verwendet worden, das Bauland habe sich für ein mehrgeschossiges Gebäude nicht geeignet. Der Bericht empfahl lebenslange Haftstrafen für den Besitzer des Hauses und für die Besitzer der Textilfabriken, die im Rana Plaza untergebracht waren.
Im Dezember 2013, 8 Monate nach dem Einsturz, waren noch immer fast 200 Leichen unidentifiziert und nicht freigegeben. Ohne Totenschein erhalten deren Angehörige auch keine Entschädigungszahlungen. Nur eine einzige Einrichtung in Bangladesch kann DNA-Proben auswerten; mangels Kapazität konnte nur von etwa der Hälfte von 324 anonym Bestatteten DNA-Proben entnommen werden.
Bereits während der Rettungsarbeiten wurde in internationalen Medien vom damals 21-jährigen Nowshad Hasan Himu berichtet, der als einer der freiwilligen Helfer 17 Tage lang bei der Bergung Überlebender und Toter mithalf und auch danach tagelang im Krankenhaus verblieb, um Verletzten zur Seite zu stehen. Nachdem er in weiterer Folge an schweren Depressionen gelitten hatte, übergoss sich Himu am 24. April 2019, dem sechsten Jahrestag des Gebäudeeinsturzes, mit Kerosin, zündete sich an und starb an dieser Selbstverbrennung.

## Auswirkungen
Als Reaktion auf den Unfall wurden staatliche Überprüfungen der Sicherheit der Textilfabriken in Bangladesch beschlossen. Anfang Mai 2013 wurden 18 Textilfabriken staatlich geschlossen, Mitte Mai sollen hunderte weitere ihren Betrieb endgültig einstellen. Textilarbeiter dürfen sich zukünftig in unabhängigen Gewerkschaften zusammenschließen und Lohnverhandlungen führen; außerdem wurde beschlossen, den Mindestlohn zu erhöhen.
Mitte Mai 2013 unterzeichneten große europäische und US-amerikanische Abnehmerfirmen außerdem das mit den internationalen Gewerkschaftsdachverbänden UNI und IndustriALL sowie verschiedenen Nichtregierungsorganisationen (u. a. Kampagne für Saubere Kleidung) ausgehandelte einklagbare Abkommen zum Brand- und Gebäudeschutz in Bangladesch, das einen besseren Arbeitsschutz (mit den Schwerpunkten Gesundheitsschutz, Gebäudeschutz und Brandschutz, einschließlich systematischer Mitarbeiterschulungen) mit regelmäßigen unabhängigen Kontrollen vorschreibt. Diese werden von allen Unterzeichnerunternehmen über einen Lenkungsausschuss finanziert, an dem sie sich entsprechend den Produktionsmengen beteiligen. Das Abkommen beinhaltet auch das explizite Recht für Arbeiter, die Arbeit bei gravierenden Sicherheitsmängeln niederzulegen, ohne dafür sanktioniert zu werden. Es muss innerhalb von 45 Tagen nach Unterzeichnung umgesetzt werden.
Das Abkommen wurde u. a. von der Vereinten Dienstleistungsgewerkschaft und der US-amerikanischen Nichtregierungsorganisation Worker Rights Consortium begrüßt.
Im Oktober 2014 wurde das Bündnis für Nachhaltige Textilien von rund 30 Unternehmen und Organisationen gestartet mit dem Ziel, die Arbeits- und Lebensbedingungen in der Textilindustrie in Niedriglohnländern zu verbessern.
Der Gebäudeeinsturz in Sabhar hat die Rolle der Lieferkette (supply chain) statt lediglich eines einzelnen Unternehmens als Gestaltungsobjekt von Corporate Social Responsibility (CSR) stärker in den Vordergrund gestellt. Ansätze des Supply-Chain-Managements werden seither somit vermehrt zur Stärkung von CSR in Betracht gezogen. Ausgehend von den Erfahrungen aus Sabhar schlagen Wieland und Handfield (2013) drei Maßnahmenkomplexe vor, um CSR entlang der Lieferkette sicherzustellen. So muss eine Auditierung von Produkten und Lieferanten stattfinden, diese Auditierung muss jedoch auch Lieferanten von Lieferanten miteinbeziehen. Zudem muss die Transparenz entlang der gesamten Lieferkette erhöht werden, wobei smarte Technologien neue Potenziale bieten. Schließlich lässt sich CSR durch Kooperationen mit lokalen Partnern, mit anderen Unternehmen der Branche sowie mit Hochschulen verbessern.
Seit dem Gebäudeeinsturz sind die Proteste der Textilarbeiter heftiger und gewaltsamer geworden. Am 23. September 2013 gingen zehntausende Arbeiter den dritten Tag in Folge auf die Straße, sie forderten die Erhöhung des Mindestmonatslohns auf 75 Euro, zündeten Fabriken an und führten Auseinandersetzungen mit der Polizei. Die Polizeichefs von Gazipur und Dhaka schätzten die Zahl der protestierenden Textilarbeiter auf 200.000 und dass 300 Fabriken geschlossen hielten, um Angriffen der Demonstranten zu entgehen. Die Textilarbeiter in Bangladesch gehören zu den weltweit am niedrigsten bezahlten. Die meisten erhalten den Mindestlohn, der 2010 nach monatelangen Protesten auf 3000 Taka pro Monat (knapp 30 Euro) erhöht worden ist. Nun prüft eine Regierungskommission die geforderte Erhöhung auf 8200 Taka (75 Euro).